# صالح كبزابو
صالح كبزابو (مواليد 27 مارس 1947) هو سياسي من التشاد وهو رئيس حزب الاتحاد الوطني للديمقراطية والتجديد يشغل منصب رئيس الوزراء منذ 12 أكتوبر 2022.